# César López Otero
César López Otero (Piquín, 1904 - Meira, 12 de septiembre de 1939) fue un abogado, sindicalista y político español, gobernador civil de La Coruña entre 1931 y 1932.

## Biografía
Desde 1923 presidió la Federación Agraria Provincial (FPA) y la Confederación Regional de Agricultores Gallegos (CRAG).
Se afilió a la Organización Republicana Gallega Autónoma (ORGA) en 1930 y posteriormente al Partido Republicano Gallego, firmando el pacto de Lestrove. Fue gobernador civil de La Coruña desde el 12 de junio de 1931 hasta su dimisión el 8 de julio de 1932. Posteriormente, fue líder de Izquierda Republicana. Junto con su hermano Avelino López Otero, impulsó la constitución del municipio de Ribera de Piquín, constituido el 5 de marzo de 1935. 
Tras el golpe de Estado del 18 de julio de 1936 y el comienzo de la guerra civil española, López Otero fue detenido el 1 de octubre de 1937, el día 15 fue trasladado al hospital y falleció pocos meses después de ser excarcelado.

## Obras
- Abolición de foros, censos y otras rentas de origen señorial (1934).